# Жерем'янка
Жерем'я́нка — річка в Житомирській області України. Права притока річки Ів'янка. Протяжність близько 12 км, похил — 3,5 м/км. Загальна площа басейну річки — 41,5 км². 
Свій витік бере із лісової заболоченої місцевості на північ від села Осикове. Протікає лісовим ландшафтом, а у своїй середній течії проходить через села Три Копці та Кулишівка, останнє з яких розташоване по обидва береги річки. Жерем'янка впадає в річку Ів'янка у південній частині села Харитонівка.